# 1959 في التلفزيون البريطاني
هذه قائمة بالأحداث المتعلقة التي حدثت بالتلفزيون البريطاني منذ عام 1959.

## الأحداث

### يناير
- 15 يناير - بث تلفزيون Tyne Tees Television ، امتياز ITV لشمال شرق إنجلترا، على الهواء.

### فبراير
- لا أحداث.

### مارس
- لا أحداث.

### أبريل
- لا أحداث.

### مايو
- لا أحداث.

### يونيو
- 1 يونيو - عرض Juke Box Jury لأول مرة على خدمة تلفزيون بي بي سي.

### يوليو
- لا أحداث.

### أغسطس
- لا أحداث.

### سبتمبر
- لا أحداث.

### أكتوبر
- 27 أكتوبر - بث تلفزيون Anglia Television ، امتياز ITV لشرق إنجلترا.
- 31 أكتوبر / تشرين الأول - تم بث قناة Ulster Television ، امتياز ITV لأيرلندا الشمالية.

### نوفمبر
- لا أحداث.

### ديسمبر
- لا أحداث.

## لأول مرة

### خدمة تلفزيون بي بي سي / بي بي سي تي في
- 7 يناير - قصص الحارس الليلي (1959)
- 23 يناير الرجل الثالث (1959-1965)
- 30 يناير - The Last Chronicle of Barset (1959)
- 9 فبراير - الوشاح (1959)
- 28 فبراير - غاري هاليداي (1959-1962)
- 3 أبريل - الحب والسيد لويسهام (1959)
- 4 أبريل - تشارلزوورث (1959)
- 4 أبريل - درومبيت (1959)
- 5 أبريل - توقعات عظيمة (1959)
- 8 أبريل - The Two Charleys (1959)
- 1 مايو - فرانكلي هوورد (1959)
- 15 مايو - هيلدا ليسوايس (1959)
- 1 يونيو - لجنة تحكيم جوك بوكس (1959-1967 ، 1979، 1989-1990)
- 1 يونيو - أرملة باث (1959)
- 3 يونيو - على الجانب المشرق (1959)
- 12 يونيو - مغامرات العميد ويلينغتون بول (1959)
- 26 يونيو - يوستاس دايموندز (1959)
- 5 يوليو - جولدن سبير (1959)
- 13 يوليو - السيدة العارية (1959)
- 25 يوليو - عرض كين دود (1959-1969)
- 10 أغسطس - كامبيون (1959-1960)
- 23 أغسطس - حجر القمر (1959)
- 26 أغسطس - اتصل بي سام (1959)
- 28 أغسطس - تاريخ السيد بولي (1959)
- 3 سبتمبر Spycatcher (1959–1961)
- 11 سبتمبر - Noggin the Nog (1959–1982)
- 21 سبتمبر - قناع الكسيس (1959)
- 28 سبتمبر - داهية المراوغ (1959)
- 16 أكتوبر - كئيب هاوس (1959)
- 2 نوفمبر - الرجال من الغرفة 13 (1959-1961)
- 7 نوفمبر - ثلاثة من النبلاء الذهبيين (1959)
- 11 ديسمبر - بارا هاندي - ماستر مارينر (1959-1960)
- غير معروف - عالم ويكر (1959-1988)

### آي تي في
- 8 أبريل - صحيفة الجريمة (1959)
- 1 يونيو - لا تخبر الأب (1959)
- 14 يونيو - طفل الأحد (1959)
- 2 يوليو - سكاي بورت (1959-1960)
- 6 يوليو - شيء في المدينة (1959)
- 13 يوليو - نيك النهر (1959)
- 10 أغسطس - جيرت وديزي (1959)
- 1 سبتمبر سر كاريك هاوس (1959)
- 12 سبتمبر - الرجل الذي مات أخيرًا (1959)
- 13 سبتمبر - دعوة الإنتربول (1959-1960)
- 14 سبتمبر - ضابط المراقبة (1959-1962)
- 1 سبتمبر - لا مكان للاختباء (1959-1967)
- 17 سبتمبر - الرجال الأربعة العادلون (1959-1960)
- 23 سبتمبر - قلها لمشاة البحرية (1959-1960)
- 13 أكتوبر - Knight Errant Limited (1959-1961)
- 31 أكتوبر - خاتمة الجدي (1959)
- 12 ديسمبر - عامل الفودو (1959-1960)
- 24 ديسمبر - حكايات من ديكنز (1959-1961)
- 26 ديسمبر - المخبر الدولي (1959-1961)
- 28 ديسمبر - إيفور إن إنجن (1959 ، 1975-1977)
- غير معروف - جلينكانون (1959-1960)
- غير معروف - The Flying Doctor (1959)

## البرامج التلفزيونية المستمرة

### عشرينيات القرن الماضي
- بي بي سي ويمبلدون (1927-1939، 1946-2019، 2021-2024)

### الثلاثينيات
- سباق القوارب (1938-1939، 1946-2019)
- بي بي سي للكريكيت (1939، 1946-1999، 2020-2024)

### الأربعينيات
- شاهد مع الأم (1946-1973)
- تعال للرقص (1949-1998)

### الخمسينيات
- آندي باندي (1950–1970، 2002-2005)
- كل ما يخصك (1952-1961)
- راغ وتاج وبوبتيل (1953-1965)
- الأيام الخوالي (1953-1983)
- بانوراما (1953 حتى الآن)
- مغامرات روبن هود (1955-1960)
- كتاب مصور (1955-1965)
- ليلة الأحد في بلاديوم لندن (1955-1967، 1973-1974)
- اختر ما تريد (1955-1968، 1992-1998)
- ضاعف نقودك (1955-1968)
- ديكسون دوك جرين (1955-1976)
- ممتاز جدا (1955-1984، 2020 إلى الوقت الحاضر)
- نصف ساعة هانكوك (1956-1961)
- فرصة نوكس (1956-1978، 1987-1990)
- هذا الأسبوع (1956-1978، 1986-1992)
- مسرح الكرسي (1956-1974) [1]
- ماذا تقول الأوراق (1956-2008)
- لعبة الجيش (1957-1961)
- السماء في الليل (1957 إلى الوقت الحاضر)
- بلو بيتر (1958 إلى الوقت الحاضر)
- المدرج (1958-2007)

## إنتهت في عام 1959
- مغامرات تويزل (1957-1959)
- مغامرات ويليام تيل (1958-1959)
- الرجل الخفي (1958-1959)
- إيفانهو (1958–1959)
- يا ولد! (1958-1959)
- صديقنا المشترك (1958-1959)
- كواترماس والحفرة (1958-1959)
- Torchy the Battery Boy (1958–1959)

## المواليد
- 30 يناير - أليكس هايد وايت، ممثل
- 15 فبراير - آدم بولتون، صحفي تلفزيوني
- 20 مارس - ستيف مكفادين، ممثل
- 1 أبريل - جوانا كانسكا، ممثلة
- 15 أبريل - إيما طومسون، ممثلة وكوميدي وكاتبة سيناريو
- 8 مايو - كيفن ماكلاود، مصمم ومؤلف ومضيف تلفزيوني
- 16 مايو - تريسي هايد، ممثلة وعارضة أزياء
- 22 مايو - جون سوبيل، مقدم برامج تلفزيونية ومراسل بي بي سي
- 29 مايو - أدريان بول، ممثل
- 11 يونيو - هيو لوري، ممثل وكوميدي وكاتب
- 29 يونيو - ريتشارد فرينش، ممثل كوميدي وممثل ومشارك في برنامج تلفزيوني
- 10 سبتمبر - هيلين بيرسون، ممثلة
- 13 سبتمبر - بوبي دافرو، ممثل وكوميدي
- 7 أكتوبر - سيمون كويل، منتج موسيقي ومحكم في برنامج المواهب التلفزيونية
- 20 أكتوبر - نيامه كوزاك، ممثلة إيرلندية المولد
- 26 أكتوبر - برايان بوفيل، ممثل
- 2 نوفمبر - بيتر مولان، ممثل
- 9 نوفمبر - توني سلاتري، ممثل وكوميدي
- 11 نوفمبر - ديفيد إيستر، ممثل
- 14 نوفمبر - الممثل البريطاني بول مكجان
- 24 نوفمبر / تشرين الثاني - لوسي ميكوك، صحفية ومذيعة أخبار
- 30 نوفمبر - لورين كيلي، مقدمة وصحفية بريطانية
- 2 ديسمبر - غوينيث سترونج، الممثلة البريطانية
- 3 ديسمبر - إيمون هولمز، صحفي وشخصية تلفزيونية
- 11 ديسمبر - نايجل بيفارو، ممثل وصحفي
- 30 ديسمبر - تريسي أولمان، ممثل كوميدي إنجليزي، وممثلة، ومغنية، وراقصة، وكاتبة سيناريو، ومؤلفة